# Grandview, Washington
Grandview är en ort i Yakima County i delstaten Washington. Vid 2010 års folkräkning hade Grandview 10 862 invånare.